# Paraguas de cóctel

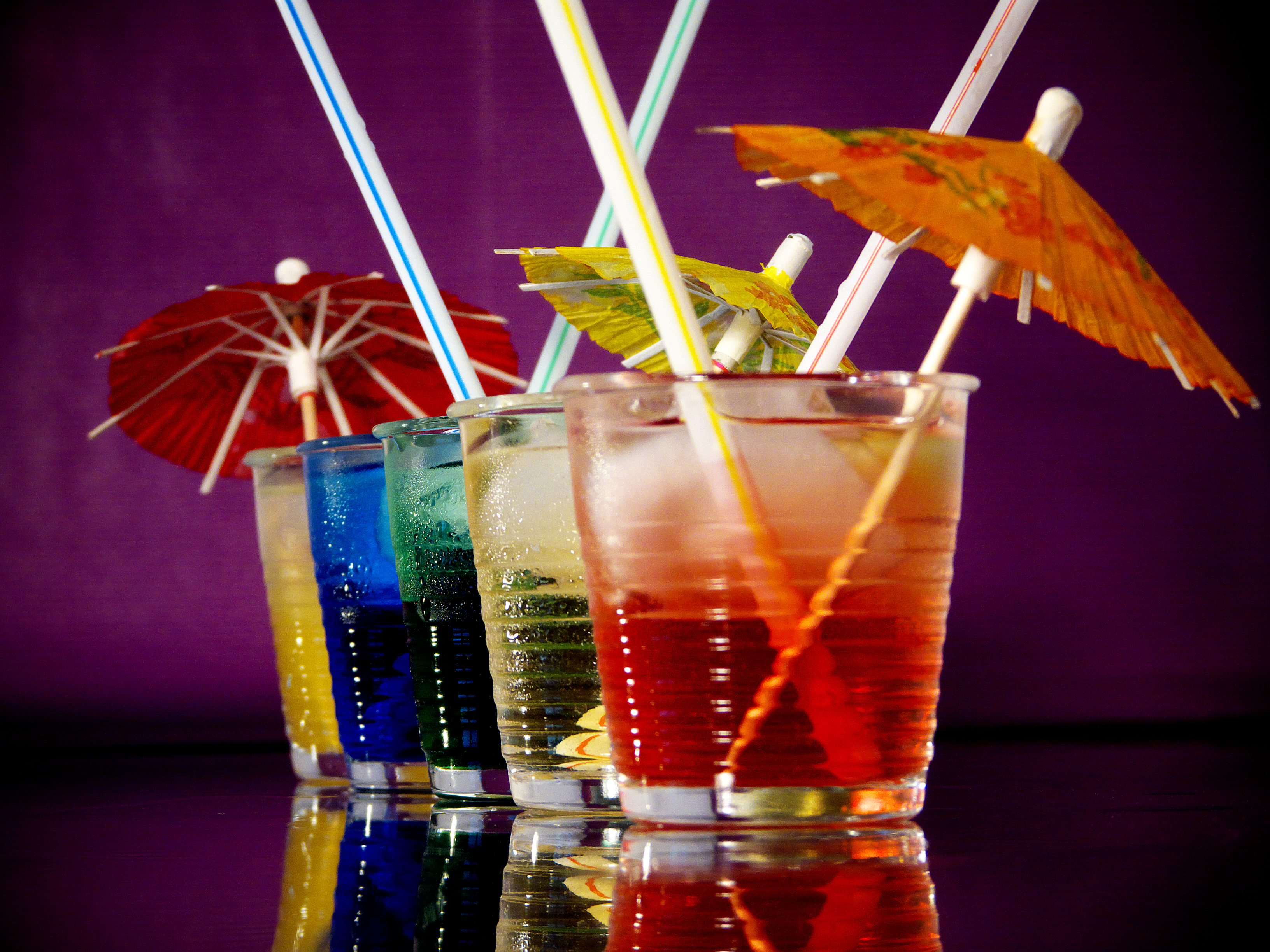
Paraguas de cóctel típicos.

Un paraguas de cóctel es un pequeño paraguas o Sombrilla hecho de papel, o de cartón, y un mondadientes, con la intención de que tenga la apariencia de un pequeño quitasol, y se usa como guarnición o decoración en cócteles, postres ú otras comidas y bebidas. En su origen era para proteger del sol el cóctel servido al aire libre.

## Características

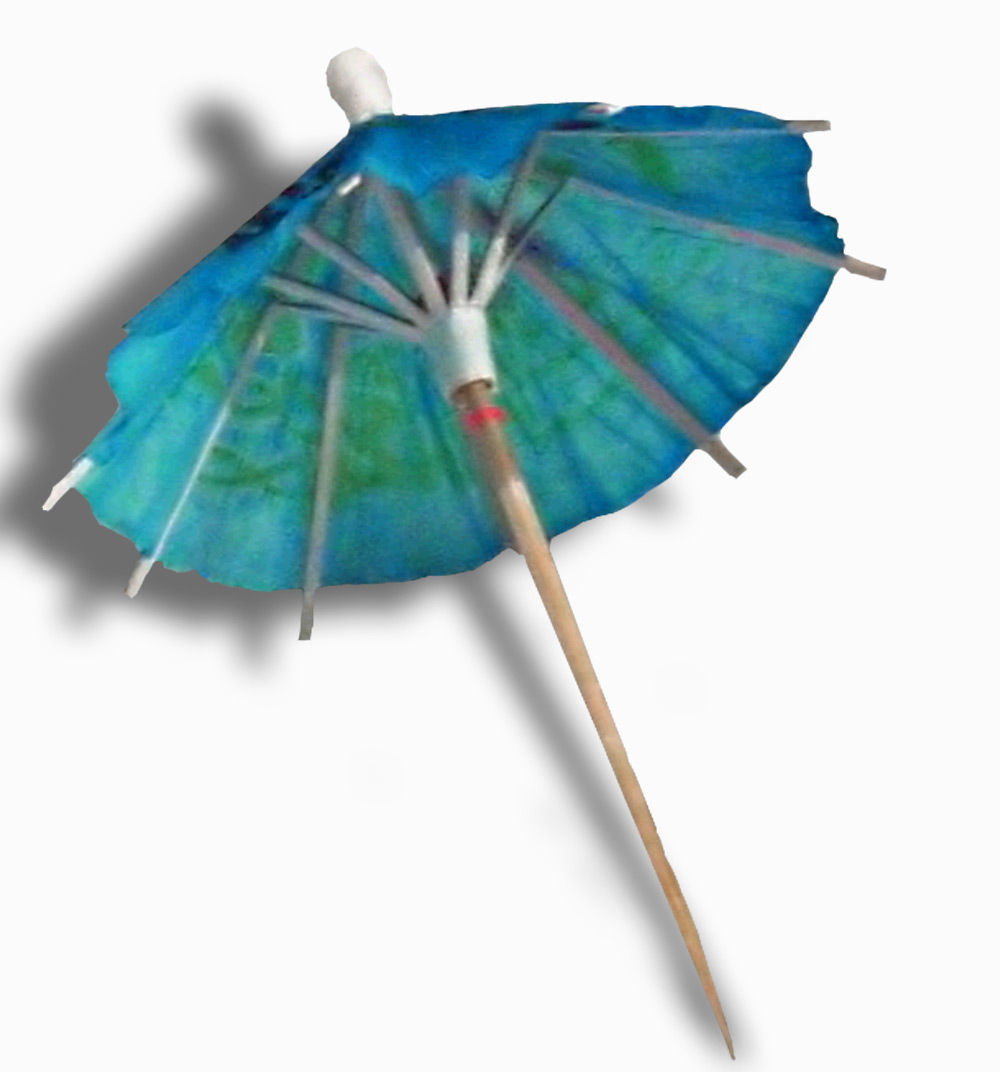
Observe el anillo rojo bajo el aro blanco que conecta a las varillas.

El paraguas se fabrica de papel, que puede ser modelado, con las varillas de cartulina. Las varillas se hacen de cartulina para proporcionarle flexibilidad y a la bisagra, así que el paraguas se puede tirar hacia abajo y cerrar como un paraguas ordinario. Un anillo pequeño de retención plástico se pone a menudo en el vástago, (un mondadientes), para evitar que el paraguas se doble espontáneamente para arriba. También observe que hay una manga de periódico doblado debajo del collar para actuar como espaciador. Este periódico está generalmente en japonés, chino o hindú que hace alusión al origen del paraguas. Dicho adorno se puede identificar tan profundamente con un plato específico, que el artículo del alimento puede aparecer incompleto sin él.
El paraguas de cóctail se cree que pudo haber llegado a la escena de la barra en 1932, por cortesía de Victor Bergeron del local de copas "Trader Vic's" en San Francisco aunque es, por propio reconocimiento de Vic, una presentación tomada prestada de "Don the Beachcomber" (otro local de copas actualmente cerrado). El propósito del paraguas es puramente decorativo y, cuando por lo menos, estaba considerado como algo exótico, como la mayoría de las cosas que provenían de las islas del Pacífico.